# Saison 7 de Meurtres au paradis
Chronologie
Saison 6 Saison 8
Cet article présente les épisodes de la septième saison de la série télévisée Meurtres au paradis.

## Distribution

### Acteurs principaux
- Ardal O'Hanlon (VF : Daniel Lafourcade) : Inspecteur-chef Jack Mooney
- Joséphine Jobert (VF : Joséphine Jobert) : Sergent Florence Cassell
- Danny John-Jules (VF : Jean-Paul Pitolin) : Agent Dwayne Meyers
- Tobi Bakare (de) (VF : Jean-Baptiste Anoumon) : Agent JP Hooper

### Acteurs récurrents
- Élizabeth Bourgine (VF : Élizabeth Bourgine) : Catherine Bordey, maire de Sainte-Marie
- Don Warrington (en) (VF : Daniel Kamwa) : commandant Selwyn Patterson, chef de la police de Sainte-Marie
- Ginny Holder (en) (VF : Déborah Claude) : Darlene Curtis, petite-amie de Dwayne (épisodes 3, 5, 7-8)
- Ram John Holder (en) (VF : Jean-Michel Martial) : Nelson Meyers, père de Dwayne (épisodes 7-8)

## Liste des épisodes

### Épisode 1:Le Vernis de la mariée
- Royaume-Uni : 4 janvier 2018 sur BBC One
- France : 27 août 2018 sur France 2
- Suisse : 2 juin 2018 sur RTS1

- Rob Heaps : Stephen Marston
- Denis Lawson : Philip Marston
- Elizabeth Berrington : Diane Smith
- Jemima Rooper : Karen Marston
- Tanya Reynolds : Pearl Marston
- Doreene Blackstock : Audrey Lefèvre
- Stefano Braschi : Oliver Fitzwarren

### Épisode 2:L'As de pique
- Royaume-Uni : 11 janvier 2018 sur BBC One
- France : 27 août 2018 sur France 2
- Suisse : 2 juin 2018 sur RTS1

- Charlotte Beaumont : Adelaide Scott
- Mark Benton : Les Doyle
- Zoe Telford : Melanie Deveaux
- Nigel Whitmey (en) : Bobby Rodrigues
- Theo Braklem-Biggs : Ray Campbell

### Épisode 4:Le Guérisseur
- Royaume-Uni : 25 janvier 2018 sur BBC One
- France : 3 septembre 2018 sur France 2
- Suisse : 9 juin 2018 sur RTS1

- Steve Toussaint : Steadman King
- Jenny Jules : Amelia Harris
- Clare Perkins : Fabienne Jordan
- Richie Campbell : Dashel Jordan
- Pascal Major : l'agent de sécurité

### Épisode 5:On ne meurt que deux fois
- Royaume-Uni : 1er février 2018 sur BBC One
- France : 10 septembre 2018 sur France 2
- Suisse : 16 juin 2018 sur RTS1

- Danny Rahim : Finn Anderson
- Danaè Langlais-John-Jules : Elize Johnson
- John Sessions : Hugh Davenport
- Pippa Haywood : Charlotte Hamilton
- Zahra Ahmadi : Daisy Anderson
- Rory Fleck Byrne : Adam Warner

### Épisode 6:La Paix intérieure
- Royaume-Uni : 8 février 2018 sur BBC One
- France : 10 septembre 2018 sur France 2
- Suisse : 16 juin 2018 sur RTS1

- Katy Wix : Eva Ingram
- Zoe Boyle : Cressida Friend
- Sam Hoare : Daniel Friend / Michael Bennett
- Harry Richardson : Gabe Lee
- Richard Harrington : Bryn Williams

### Épisode 7:Des aveux suspects
- Royaume-Uni : 15 février 2018 sur BBC One
- France : 17 septembre 2018 sur France 2
- Suisse : 23 juin 2018 sur RTS1

- Osy Ikhile : Cordell Thomas
- Adjoa Andoh : Celeste Jones
- Larrington Walker : Samuel Palmer
- Rosaline Eleazar : Marie Gayle
- Ralph Brown : Charlie Blake

### Épisode 8:Un dernier reggae
- Royaume-Uni : 22 février 2018 sur BBC One
- France : 17 septembre 2018 sur France 2
- Suisse : 23 juin 2018 sur RTS1

- Clint Dyer : Leon Laroche
- Delroy Brown : Delmar Brown
- Levi Roots : Billy Springer
- Suzanne Packer : Maya Oprey
- Akemnji Ndifornyen : Kai Springer